# Denisiella sexpinnata
Denisiella sexpinnata är en urinsektsart som först beskrevs av Denis 1931.  Denisiella sexpinnata ingår i släktet Denisiella och familjen Sminthurididae. Inga underarter finns listade i Catalogue of Life.